# Baidu Baike
Baidu Baike (кит.: 百度百科) — онлайн-енциклопедія, яку запустив Baidu.com, найбільший пошуковий сервіс в КНР.
На відміну від Вікіпедії (англ. Wikipedia), в Baidu Baike реалізована опція цензурування інформації, що додається, з Тим щоб не допустити появи «образливих» для китайського комуністичного уряду записів.
Вікіпедія була надзвичайно популярною в КНР, поки в 2005 році за рішенням китайських органів по цензурі не була заблокована.
Станом на березень 2013 в Байду 5.9 млн статей, що більше, ніж у англомовній вікіпедії (4.1 млн), хоча загалом, Вікіпедія може містити 55 мільйонів статей.
На червень 2014 інтернет-енциклопедія Байду містить більше 8 млн статей (більше, ніж англійська та німецька Вікіпедія разом узяті); в ній зареєстровано понад 4 млн учасників. Це виводить її на 2 місце у світі після Худун.
У серпні 2019 кількість статей досягла 14 млн.
У лютому 2021 кількість статей зросла до 22 млн.